# Azygophleps canadensis
Azygophleps canadensis is een vlinder uit de familie van de Houtboorders (Cossidae). De wetenschappelijke naam van de soort is voor het eerst gepubliceerd in 1854 door Herrich-Schäffer.
De soort komt voor in Zuid-Afrika.